# Chhumey
Chhumey – gewog w środkowym Bhutanie, jeden z czterech w dystrykcie Bumtʽang. Zajmuje powierzchnię 404 km². W 2017 roku był zamieszkany przez 3195 osób. Gęstość zaludnienia wynosiła 7,9 os./km². Dzieli się na 5 chiwogów, które są trzeciorzędnymi jednostkami podziału administracyjnego Bhutanu i pełnią funkcję obwodów wyborczych: Gyaltsa, Domkhar, Phurjoen, Zung-Ngae oraz Choongphel.

## Położenie
Jednostka położona jest w południowej części dystryktu. Fragment jej południowej granicy jest jednocześnie granicą dystryktu Bumtʽang z dystryktem Żemgang, dalszy odcinek południowej oraz zachodnia z dystryktem Trongsa. Sąsiaduje z siedmioma gewogami:
- Chhoekhor na północy,
- Ura na wschodzie,
- Shingkhar, Nangkor i Langthil na południu,
- Nubi i Dragteng na zachodzie.

## Demografia
Według bhutańskiego National Statistics Bureau struktura płciowa w 2005 kształtowała się następująco: 55,8% ludności stanowili mężczyźni, a 46,2% – kobiety. Mieszkańcy gewogu reprezentowali 22,3% całkowitej populacji dystryktu.